# Raymond Batan
Pour les articles homonymes, voir Batan.
Raymond Batan, né le 28 avril 1934 à Tarbes (Hautes-Pyrénées) et mort le 23 mai 2005 dans la même ville, est un coureur cycliste français. Professionnel de 1960 à 1962, il effectue la majorité de sa carrière avec le statut d'indépendant,.
Son fils Jean-Jacques et son petit-fils Nicolas ont également été coureurs cyclistes chez les amateurs.

## Palmarès
- 1958
  - 6e étape de la Route de France
- 1959
  - 1re étape de la Route de France
- 1960
  - 1reb étape du Tour de l'Aude
  - 3e des Boucles du Bas-Limousin
  - 3e du Tour de Corrèze
- 1961
  - 3e de Bordeaux-Saintes